# Róza Anda
Róza Anda nume la naștere:Beatrix Wimpffen, baroană de Kisbethlen (n.?, 1808,?-d. 19 octombrie 1844, Pesta) a fost o scriitoare și poetă maghiară.A fost căsătorită cu János Bethleny baron de Kisbethlen.